# Französische Maniküre

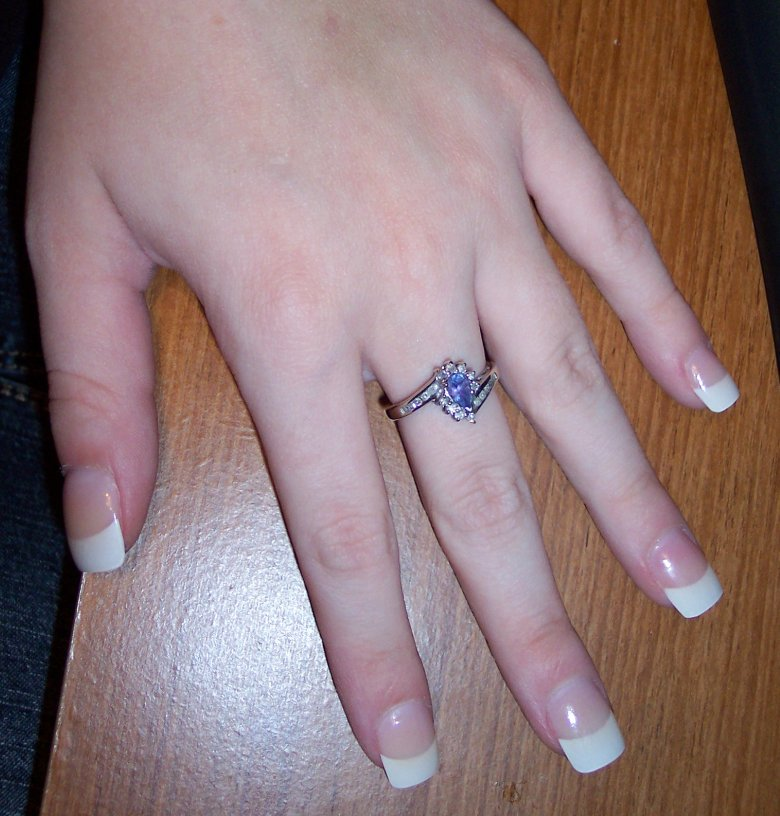
Französische Maniküre

Französische Maniküre, englisch French Manicure, ist eine Form der Maniküre der Fingernägel, die sich  durch die weiße Gestaltung der Nagelspitze auszeichnet.
Der Ursprung in Frankreich wird verschieden kolportiert. So soll es im 18. Jahrhundert Mode gewesen sein, die Nagelspitzen weiß zu färben, um den dunklen Rand, der durch Alltagsschmutz unter den Nägeln entsteht und als bäurisch galt, zu vermeiden. Andere Quellen sprechen von einer Erfindung der Neuzeit. Danach sollen Models diese Art von Nageldesign von den Laufstegen in Paris in die Alltagskultur getragen haben.
Die Gestaltung kann u. a. durch Einfärben der Nagelspitzen mit einem Nagelweißstift oder einer Beschichtung der Nagelspitzen mit weißem Nagellack erfolgen. Eine klassische French Manicure hält, mit Nagelweißstift oder Lack erstellt, einige Tage.
Bei der sogenannten permanent french manicure erfolgt die Gestaltung des FrenchDesigns mit lichthärtenden Nagelgelen, die anschließend unter der UV-Lampe ausgehärtet werden. Eine weitere Möglichkeit ist die Verwendung des Flüssigkeits- und Pulversystems Acryl. Die Nägel sind dadurch widerstandsfähiger und das Ergebnis ist haltbarer.